# Aureliana brasiliana
Aureliana brasiliana là loài thực vật có hoa trong họ Cà. Loài này được (Hunz.) Barboza & Hunz. mô tả khoa học đầu tiên năm 1990 publ. 1991.